# ラ・ベガ州

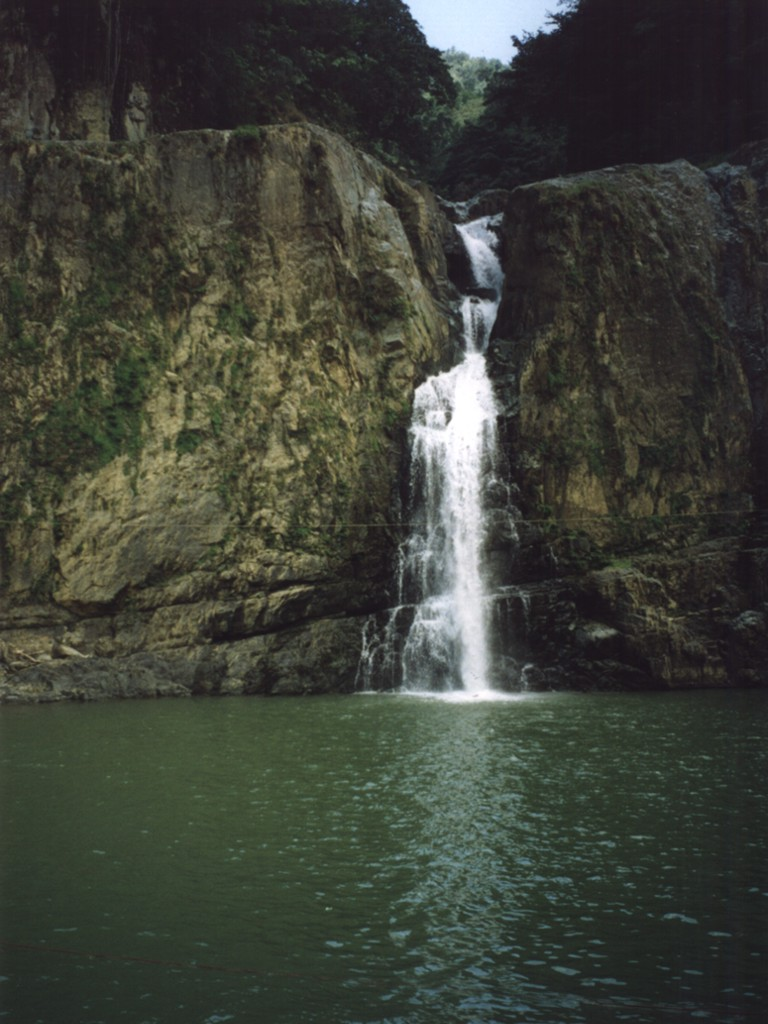
ハラバコアのヒメナの滝

ラ・ベガ州 (ラ・ベガしゅう、スペイン語：La Vega / スペイン語発音: [la ˈβeɣa])は、ドミニカ共和国中央の州。
2017年の人口は40万6990人で、国内5位。
州都はラ・ベガ。
1992年までは現在のモンセニョール・ノウエル州も含んでいた。

## 隣接州
- 北：エスパイジャト州
- 北北東：エルマーナス・ミラバル州
- 北東：ドゥアルテ州
- 東：サンチェス・ラミレス州
- 南東：モンセニョール・ノウエル州
- 南南東：サン・ホセ・デ・オコア州
- 南南西：アスア州
- 西：サン・フアン州
- 北西：サンティアゴ州

## 行政区画
- コンスタンサ（英語版）
- ハラバコア（英語版）
- ヒマ・アバホ（英語版）
- ラ・ベガ：州都